# Charles Angibaud
Pour les articles homonymes, voir Angibaud.
Charles Angibaud, né à Saintes dans la seconde moitié du XVIIe siècle et mort à Londres dans la première moitié du XVIIIe siècle, est l'apothicaire particulier du roi de France, Louis XIV avant de devenir un réfugié huguenot en Angleterre.
Charles Angibaud devint l'apothicaire royal du roi Louis XIV. Le Roi-Soleil lui offrit un mortier de 48cm de diamètre et de 36cm de haut, fait d'un alliage d'étain et de cuivre, avec la mention gravée dessus « CHARLE ANGIBAUD Me APPre ET ORDINAIRE DV ROY A PARIS 1678 ».
En 1681, Charles Angibaud, averti de l'intention du roi de France de révoquer l'édit de Nantes, se réfugie avec femme et enfants en Angleterre et s'installe à Londres où il intègre la Société d'apothicaire londonienne (Society of Apothecaries).